# 光明星

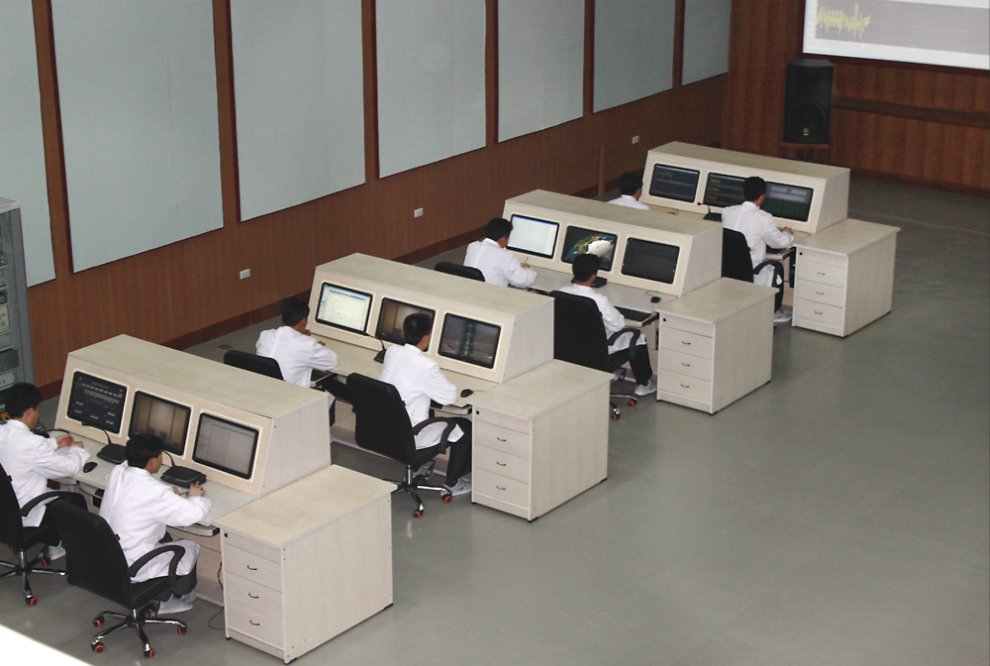
北韓衛星監控中心

光明星（朝鮮語：광명성）是朝鮮民主主義人民共和國的人造衛星系列計劃以及衛星名稱。
迄今為止，朝鮮共發射了光明星1號、2號、3號、3號 (2期)四次。

## 名称来历
該名稱本是對金正日的一個尊稱，取自1992年金日成在金正日五十歲生日時為其所作的頌詩《光明星讚歌》中的一句。
|  | 白头山顶正日峰 小白水河碧溪流 光明星诞五十週 皆赞文武忠孝备 万民称颂齐同心 欢呼声高震天地 |